# Blagodatka
Blagodatka (en rus: Благодатка) és un poble del krai de Krasnoiarsk, a Rússia, que en el cens del 2010 tenia 162 habitants.